# 費詩
費 詩（ひ し、生没年不詳）は、中国後漢末期から三国時代にかけての政治家。字は公挙。益州犍為郡南安県の人。

## 事績
劉璋に仕えて綿竹県令を務めていたが、劉備が攻めて来ると率先して降伏し、その家臣となった。劉備が益州を平定すると、督軍従事に任じられる。その後、牂牁太守となり、さらに中央（成都）へ戻って益州前部司馬に任命された。
劉備が漢中王となると、費詩は関羽の下に派遣されて前将軍への任命を告げた。ところが、関羽は黄忠が後将軍に任命されたと聞き、「拙者があのような老いぼれと同格か」と怒った。費詩が「そもそも王者が任用するものは一人ではありません。かつて、高祖は古参の蕭何・曹参を差し置いて新参の韓信を最高位に就けましたが、彼らがそれを恨んだと聞いた事がありません。この度、黄忠殿は一時の功績によって出世しましたが、漢王（劉備）の君侯（関羽）に対する心中の評価が、どうして黄忠殿と同じでありましょうか。君侯と漢王は一心同体と言うべき間柄ですのに、位の上下などに拘っているのはいかがなものかと存じます」と説いたため、関羽は大きく感じ入って誤りを悟り将軍位を受けた。
建安25年（220年）、劉備が皇帝に擁立される段になると、費詩は上疏し
「殿下は曹操父子が主上(献帝)を脅迫して位を簒奪したため、万里の僻地に身を寄せ士人民衆を糾合し、賊を討伐しようとしております。今、大敵に勝利を得ないまま、まず自ら即位されるとなると、おそらくは人々の心に疑惑が生じましょう。昔、高祖は先に秦を破った者が王になるとの盟約を項羽と交わし、咸陽を落として子嬰を捕らえながら、なお王位を譲ろうとしたのです。ましてや、殿下は益州からお出にもならないうちに即位しようとなさっております。愚かなる臣(わたくし)は、殿下のために全く賛成できません」
と反対したため、劉備の不興を買って永昌郡部郡従事(州官、太守代行)に左遷された。しかし、費詩の才幹は蜀漢において貴重であったようで、建興3年（225年）の諸葛亮の南征において随従を認められた。
その後、諸葛亮は、魏に寝返った孟達を内応させようと手紙を送ろうとした。費詩は、孟達は小人物であり、手紙を出す価値などないと諌めた。諸葛亮はかまわず手紙を送り、何度か手紙をやりとりすると孟達は叛意を明らかにしたが、結局魏の討伐軍に敗れ殺害された。諸葛亮は孟達の誠意を疑ったため援軍を出さなかった。
諸葛亮の死後、蔣琬が執政を開始した時期にも費詩は存命であり、諫義大夫に任命されている。
『三国志』費詩伝の注に引く『蜀世譜』によると、子の費立は西晋の散騎常侍となった。費詩以降、益州の費氏で名声・位階を得た者の多くは彼の子孫だったという。ただし、『華陽国志』では、費立の父は別人の費揖としている。

### 劉備への諫言をめぐる議論
習鑿歯は、費詩がなした劉備への諫言について以下のように述べた。
『そもそも創業の君主は、天下の平定を待った後、正しい地位に就くものであり、後を継ぐ君主は自分の立場を早く固めて、人々の心を繋ぎ止めようとするものである。それだからこそ、恵公が朝に捕虜となると夕には子の圉（懐公）が立ち、光武帝は更始帝の存命中に帝号を称した。そもそも彼らは主上を忘れて、自己の利益を追求したのであろうか。いや、社稷を考えればこそである。今、先主（劉備）は正義の兵を糾合して、逆賊を討伐しようとしているのだ。賊は強力であり災禍は甚大であって、主上は没し国家は滅亡して、二祖（前漢の高祖、後漢の光武帝）の廟は、断絶して祭られていない。いやしくも皇族の内の優れた人物でなければ、誰がこれを継承できるのか。先祖を継いで天子の位につくのは、咸陽（秦を滅ぼした高祖）の時と異なり、正義によって逆賊を討伐するのに、どうして譲る必要があろうか。この時に当たって、速やかに有徳の人物を尊んで王統を奉じさせ、民衆を心から正道に立ち戻らせ、世の人々に昔の制度を示し、正義に従う者の心を一つにさせ、正義に悖る者全てを恐れさせることを知らなかったとは、暗愚にして分別のない態度といってよかろう。費詩が左遷されたのは当然である。』
なお裴松之は、習鑿歯の論のうち、これが最も優れていると賞賛している。

## 物語中の費詩
小説『三国志演義』にも登場し、史実同様に、黄忠と同格にされて怒る関羽を諌め、五虎大将軍の地位を拝受させている。ただし、劉備の皇帝即位を諌めて左遷された経緯や、孟達内応策の諫止については触れられていない。